# Tafelspitz
Tafelspitz – danie mięsne charakterystyczne dla kuchni austriackiej i bawarskiej, zwłaszcza znane w Wiedniu, gdzie było popularyzowane przez jego amatora, cesarza Franciszka Józefa I. Pozostaje popularnym daniem austriackim (wcześniej austro-węgierskim).
Danie zostało po raz pierwszy opisane w 1911 przez Adolfa Friedricha Karla Hessa w jego książce kucharskiej Servierkunde. Nazwa wywodzi się od trójkątnego kształtu plastra wołowiny lub cielęciny (udziec, ligawa, dolna część zrazowa lub rumsztyk zwężający się w kierunku ogona). Mięso (po usunięciu skóry i ścięgien) jest gotowane do miękkości w wywarze warzywnym z dodatkiem liści laurowych, pieprzu i ziaren jałowca.
Tafelspitz serwowany jest tradycyjnie w miedzianym garnku, z pieczonymi ziemniakami (ewentualnie pokrojonymi w plasterki z marchewką i selerem), sosem szczypiorkowym (jajeczno-szczypiorkowym w Tyrolu) lub jabłkowo-chrzanowym, ale zdarzają się wersje ze szpinakiem w śmietanie, z gotowaną kapustą, fasolką szparagową albo gotowaną dynią.